# George Gregory (Geistlicher)
George Gregory (* 17. April 1754 in Irland; † 12. März 1808) war ein englischer Geistlicher der Church of England und Autor populärwissenschaftlicher Werke zum Beispiel über Physik. Er war Rektor in West Ham (Essex).
Gregory absolvierte eine Kaufmannsausbildung in Liverpool und war dort kaufmännischer Angestellter, interessierte sich aber mehr für Literatur und Theater und leitete ein kleines privates Theater, für das er auch Dramen und Komödien schrieb. Er studierte Theologie in Edinburgh und wurde als Priester geweiht. 1792 wurde er in Theologie promoviert (D.D.). 1782 zog er nach London und wurde Abendprediger im Londoner Findlingshospital. 1802 erhielt er die Gemeinde West Ham in Essex, wahrscheinlich als Dank für seine Unterstützung von Premierminister Addington (dafür wechselte er politisch von den Whigs zu den Tories, der Partei von Addington). 1806 wurde er Prebendär von St. Paul’s Cathedral, und als er starb, war er Kaplan des Bischofs von Llandaff. Er war größtenteils autodidaktisch gebildet.
Er war Mitglied der Royal Human Society. Von ihm stammen viele populärwissenschaftliche Bücher, überwiegend kompilatorischer Natur, zuerst Essays Historical and Moral, die zunächst 1783 anonym erschienen und in zweiter Auflage 1788 unter seinem Namen. Er veröffentlichte auch einen Predigtband.
Stephen Brush zitiert Gregory’s The Economy of Nature in seinem Buch Kinetic Theory als Übersicht über die damals gängigen Ansichten über Thermodynamik in der Nachfolge von Joseph Black. Das Buch erlebte kurz nacheinander drei Auflagen (1796, 1798, 1804).
Nach Brush hatte er zwar keine große Bedeutung als Wissenschaftler, schrieb aber verbreitete Übersichten über Physik und Chemie populärwissenschaftlicher Natur. So erregte die Lektüre seiner Lectures on Experimental Philosophy and Chemistry Joseph Henry an, sich mit Physik zu befassen.
1795 wurde er als Nachfolger von Kippis Herausgeber der Biographia Britannica. Die Enzyklopädie kam aber nur langsam voran und die Auflage des sechsten Bandes verbrannte 1808 in einem Lagerhaus. Einige Jahre gab er auch das New Annual Register heraus (ein politisch-historisches Jahrbuch, ebenfalls von Kippis begonnen).

## Schriften (Auswahl)
- Essays Historical and Moral, London 1785, Archive
- The Life of T. Chatterton, 1789
- A history of the christian church, 1790, 2. Auflage 1795
- The Economy of Nature. Explained and Illustrated on the Principles of Modern Philosophy, 3 Bände, London, 1796, 1798, 1804, Band 1, 1798, Archive, Band 2, Archive, Band 3, Archive
- Elements of a polite education : carefully selected from the letters of Philip Dormer Stanhope, earl of Chesterfield to his son, London 1800, Archive
- A dictionary of arts and sciences, 3 Bände, London 1806, Band 1, Archive, Band 2, Archive, Band 3, Archive
- Letters on Literature, Taste, and Composition: Addressed to his Son, 2 Bände, London 1808, Band 1, Archive, Band 2, Archive
- Lectures on Experimental Philosophy and Chemistry, 1808, 2 Bände 1820, Band 1, 1820, Archive, Band 2, Archive

1787 gab er einen Band Predigten heraus mit einer Einleitung Thoughts on the composition and delivery of a sermon. Außerdem gab er eine Übersetzung der Vorlesungen von Bischof Lowth über hebräische Dichtung heraus (2 Bände, zuerst 1787, letzte Auflage 1847) und eine Überarbeitung der Übersetzung des Télémaque von François Fénelon (ursprünglich von Hawkesworth).